# Herbie Harper Quintet
Herbie Harper Quintet – album amerykańskiego puzonisty jazzowego Herbie Harpera, nagrany wraz z prowadzonym przez niego zespołem. Nagrań Herbie Harper Quintet dokonano 27 lutego 1954 w studiu United Western Recorders w Los Angeles lub w Gold Star Studios w Hollywood.
Monofoniczny 10" LP Herbie Harper Quintet Featuring Bob Gordon Jazz in Hollywood Series ukazał się nakładem wytwórni 
Nocturne Records w 1954 (Nocturne NLP 1). W Japonii ukazała się reedycja TOJJ 6037.

## Muzycy
- Herbie Harper – puzon
- Bob Gordon – saksofon barytonowy (oprócz "Dinah")
- Jimmy Rowles – fortepian
- Harry Babasin – kontrabas
- Roy Harte – perkusja

## Lista utworów
Strona A
| 1. | "Jeepers Leapers" (Bill McDougal)          | 5:09  |
|    |                                            |       |
| 2. | "Dinah" (Harry Akst, Joe Young, Sam Lewis) | 2:52  |
|    |                                            |       |
| 3. | "Five Brothers" (Gerry Mulligan)           | 2:11  |
|    |                                            |       |
|    |                                            | 10:12 |
|    |                                            |       |
Strona B
| 4. | "Herbstone" (Herbie Harper)                | 2:56  |
|    |                                            |       |
| 5. | "Summer Time" (George Gershwin)            | 2:59  |
|    |                                            |       |
| 6. | "Jive at Five" (Harry Edison, Count Basie) | 4:15  |
|    |                                            |       |
|    |                                            | 10:10 |
|    |                                            |       |

## Informacje uzupełniające
- Producent – Harry Babasin
- Inżynier dźwięku – Stan Ross
- Zdjęcia – Dave Pell